# 林斯多夫
林斯多夫（法語：Linsdorf，法語發音：[linsdɔʁf]）是法国上莱茵省的一个市镇，属于阿尔特基什区。

## 地理
林斯多夫（47°30'18"N, 7°23'49"E）面积3.36 平方千米，位于法国大東部大區上莱茵省，该省份为法国东部内陆省份，是阿尔萨斯的一部分，今与下莱茵省组成了阿尔萨斯欧洲集体，其北临下莱茵省，西接孚日省，西南接贝尔福地区省，东侧沿莱茵河与德国相望，南与瑞士接壤。
与林斯多夫接壤的市镇（或旧市镇、城区）包括：米埃斯帕克莱奥、福尔根斯堡、贝特拉克、奥尔坦格、菲斯利斯。
林斯多夫的时区为UTC+01:00、UTC+02:00（夏令时）。

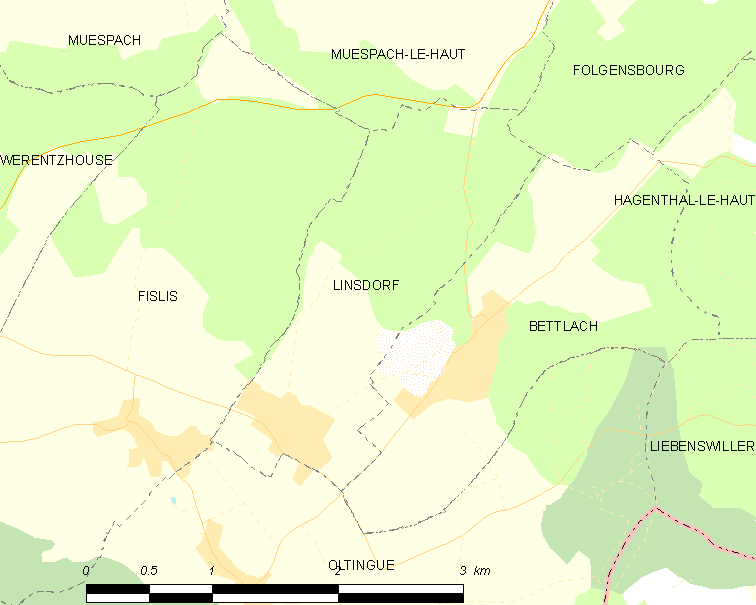
林斯多夫的OSM定位图

## 行政
林斯多夫的邮政编码为68480，INSEE市镇编码为68187。

## 政治
林斯多夫所属的省级选区为阿尔特基什县。

## 人口

1962-2008年间林斯多夫人口变化图示

林斯多夫于2022年1月1日时的人口数量为336人。